# Henning von Puttkamer

Henning von Puttkamer

Henning von Puttkamer (* 26. Februar 1826 auf Gut Deutsch Karstnitz, Landkreis Stolp, Pommern; † 30. Dezember 1907 ebenda) war ein königlich preußischer Appellationsgerichtsrat, Gutsbesitzer und Abgeordneter des Reichstages.

## Leben
Henning von Puttkamer entstammte dem pommerschen Adelsgeschlecht Puttkamer. Er war der Sohn des Wilhelm von Puttkamer (1782–1858) und der Louise von Thulemeyer (1793–1877). Er heiratete am 2. Mai 1862 in Charlottenburg Anna von Haza-Radlitz (* 30. November 1844 in Samter, Pommern; † 1. Mai 1899 in Meran, Südtirol), die Tochter des Gustav von Haza-Radlitz (1795–1852), königlich preußischer Landrat des Kreises Samter, und der Marie von Braunschweig (1818–1901). Seine Tochter war die Weimarer Hofdame und spätere Autorin Wanda von Puttkamer.
Puttkamer war preußischer Appellationsgerichtsrat und betätigte sich als alteingesessener pommerscher Großgrundbesitzer auch politisch als Mitglied der Nationalliberalen Partei. Für diese Partei gehörte er seit dessen Konstituierung 1867 dem Reichstag des Norddeutschen Bundes und ab 1871 dem Reichstag des Deutschen Kaiserreiches an. Seit 1865 war er Gutsherr auf Deutsch Karstnitz und dem Nachbargut Benzin (beide Landkreis Stolp), da sein Bruder Anselm kinderlos gestorben war. Außerdem war er Gutsherr auf Groß-Küssow (Landkreis Pyritz), das Anfang des 19. Jahrhunderts seinem Schwiegervater Friedrich Wilhelm von Thulemeyer gehört hatte, sowie Fritzow und Raddack (beide Landkreis Cammin).